# Farkhad Magametov
Farkhad Magametov (Taskent, RSS de Uzbekistán; 11 de enero de 1962) es un exfutbolista de Uzbekistán que jugaba en la posición de defensa.

## Carrera

### Club
| Periodo   | Club                 |
| --------- | -------------------- |
| 1979      | FK Guliston          |
| 1980      | Pakhtakor Tashkent   |
| 1981-1984 | FK Dinamo Samarqand  |
| 1985-1986 | Pakhtakor Tashkent   |
| 1987-1988 | Meliorator Kzyl-Orda |
| 1989      | Yoshlik Jizzakh      |
| 1990      | Sogdiana Jizzakh     |
| 1990-1993 | Pakhtakor Tashkent   |
| 1994-1996 | Navbahor Namangan    |

### Selección nacional
Jugó para Uzbekistán en 20 ocasiones de 1992 a 1996 sin anotar goles; ganó la medalla de oro en los Juegos Asiáticos de 1994 y participó en la Copa Asiática 1996.

## Logros

### Club
- Liga de fútbol de Uzbekistán:

1992, 1996
- Copa de Uzbekistán:

1993, 1995

### Selección nacional
- Juegos Asiáticos: 1

1994